# Livre II des Éléments d'Euclide

Le livre II des Éléments d'Euclide contient ce qu'on appelle habituellement — et à tort — l'algèbre géométrique. En effet, une grande partie de ses propositions peuvent s'interpréter algébriquement, ce que n'ont pas manqué de faire les mathématiciens arabo-musulmans, en particulier al-Khwarizmi.
Cependant, il ne s'agit pas d'algèbre, car ce livre ne résout pas de problèmes numériques et encore moins d'équations. Il ne traite que d'égalités d'aires de rectangles ou de carrés.
Le livre contient :
- 2 définitions
- 14 propositions

## Les définitions
La première définition indique ce qu'on entend par rectangle contenu sous deux droites et dont l'usage est très fréquent dans les Éléments. Il s'agit simplement du rectangle dont les côtés ont des longueurs égales à celle des deux droites données. Algébriquement, il correspond au produit de ces deux longueurs.
La deuxième définition définit le gnomon : il s'agit de la figure restante d'un parallélogramme dont on a retiré un parallélogramme plus petit de même diagonale.

## Les propositions
Bien que les énoncés soient purement géométriques, nous donnerons ci-dessous leur interprétation moderne algébrique. Insistons sur le fait que cette interprétation algébrique est étrangère à la conception d'Euclide, même si elle peut éclairer à nos yeux la démarche suivie.
- Distributivité de la multiplication par rapport à l'addition (prop.1 à 3). Elle s'énonce géométriquement par le fait que des rectangles de même hauteur disposés côte à côte forment un rectangle dont l'aire est la somme des aires de ces rectangles. Algébriquement, {\displaystyle a(b+c+...+d)=ab+ac+...+ad}

- Identités remarquables. La prop.4 énonce que, si la droite est coupée à volonté, le carré de la droite entière est égal aux carrés des segments, et à deux fois le rectangle contenu sous les deux segments. On reconnaît notre identité remarquable {\displaystyle (a+b)^{2}=a^{2}+b^{2}+2ab}, deux fois le rectangle contenu sous les deux segments n'étant autre que le double produit. La prop.5 énonce que si une ligne droite est coupée en parties égales et en parties inégales, le rectangle sous les segments inégaux de la droite entière avec le carré de la droite placée entre les sections, est égal au carré de la moitié de la droite entière, ce qui s'interprète algébriquement par la relation {\displaystyle ab+\left(a-{\frac {a+b}{2}}\right)^{2}=\left({\frac {a+b}{2}}\right)^{2}}. Cette proposition est d'usage courant dans les Éléments et fait figure d'identité fondamentale. Par exemple, c'est elle qui est utilisée dans la prop.III-35 introduisant la puissance d'un point par rapport à un cercle. Les prop.6 à 10 énoncent d'autres identités qui se ramènent aux précédentes.

- Problème du second degré. La prop.11 expose comment couper une droite donnée, de manière que le rectangle compris sous la droite entière et l'un des segments soit égal au carré du segment restant. Algébriquement, cela revient à résoudre {\displaystyle ax=(a-x)^{2}} et relève d'un problème du second degré, question déjà fort connue des babyloniens. Cette proposition servira à Euclide pour construire un pentagone régulier (prop.IV-11) ou pour couper un segment en extrême et moyenne raison (prop.VI-30).

- La loi des cosinus. Les prop.12 et 13 énoncent des résultats qu'on peut interpréter comme la loi des cosinus (connue également sous les noms de théorème de Pythagore généralisé ou théorème d'Al-Kashi).

- Construction de la moyenne géométrique. La prop.14 énonce comment construire un carré dont l'aire est égale à celle d'un rectangle donné.

## Sources